# جورج گروز
جورج گروز (انگلیسی: George Groves; ۱۹ اکتبر ۱۸۶۸ – ۱۸ فوریهٔ ۱۹۴۱) فوتبالیست اهل بریتانیا بود.
از باشگاه‌هایی که در آن بازی کرده‌است می‌توان به باشگاه فوتبال آرسنال، باشگاه فوتبال شفیلد، باشگاه فوتبال شفیلد یونایتد، و باشگاه فوتبال شفیلد یونایتد، اشاره کرد.